# Università del Québec a Montréal
L'Università del Québec a Montréal (in francese Université du Québec à Montréal o UQAM) è una delle quattro università aventi sede a Montréal, Québec, Canada.
La UQAM è una sede distaccata dell'Università del Québec, che nel 2004, la UQAM vantava oltre 40.000 iscritti in sei facoltà. È una delle due università esclusivamente francofone di Montréal, insieme alla Università di Montréal, e solo l'1% degli iscritti alla UQAM si dichiara di lingua inglese.
Il suo campus principale è dislocato nel centro cittadino di Montréal, con parecchi edifici ad esso riferiti, in particolare, nella zona del quartiere latino, raggiungibile attraverso la città sotterranea. È rappresentata a livello sportivo universitario canadese dagli UQAM Citadins.

## Storia
L'Università del Québec a Montréal fu istituita ufficialmente il 9 aprile 1969 dal governo del Québec, che aveva deciso l'aggregazione dell'École des beaux-arts de Montréal con quattro collegi locali, tra i quali il collège Sainte-Marie dei Gesuiti.
Nella seconda metà degli anni '70, iniziò la costruzione del campus nel quartiere di Saint-Jacques. La cattedrale di San Giacomo fu sconsacrata, acquisita dall'università e demolita per fare posto all'ateneo.

L'architetto dell'università, Dimitri Dimakopoulos, scelse di non apportare varianti significative al progetto originale di John Ostell e Victor Bourgeau, che era quello di innestare la nuova costruzione attorno al perimetro della navata che si affacciava su via Santa Caterina e di lasciare in rilievo il campanile e il relativo ingresso. Il transetto fu classificato dal governo del Quebec come monumento di interesse storico nazionale e l'università lo integrò all'interno del Pavillon Judith-Jasmin. 
Il nuovo campus di UQAM è stato inaugurato nel settembre 1979 e per i fedeli fu costruita la Cappella di Notre-Dame-de-Lourdes. 
Prima della sua istituzione, la maggior parte della classe lavoratrice francofona del Canada non poteva accedere agli studi universitari. L'Università del Québec a Montréal fu la prima a stabilire il diritto all'ammissione dei lavoratori adulti, dotati di una significativa esperienza professionale, aprendo l'immatricolazione a una platea potenzialmente molto più vasta di cittadini.
L'UQAM vanta anche un altro primato nella storia canadese, quello di aver dato vita agli organismi rappresentativi dei professori e degli studenti nelle varie facoltà, col compito di partecipare alla loro gestione didattica e amministrativa. Fin dalla sua istituzione nel 1970, l'unione dei professori dell'ateneo è stato affiliato alla Confédération des syndicats nationaux (CSN), il sindacato confederale unitario canadese, promuovendo gli sforzi di democratizzazione della vita universitaria.
Nel novembre 2006, fu travolta da una grave scandalo finanziario per la malagestione dei fondi per la costruzione del nuovo Science Complex e del complesso immobiliare di Ilot Voyageur, a seguito del quale fu sostituito il presidente Roch Denis.

## Didattica a distanza
Nel giugno 2005, fu lanciato il corso a distanza di Université TÉLUQ, o Télé-Université, che era composto da sei facoltà e da una scuola: Arti, Comunicazione, Scienze Politiche e Diritto, Educazione, Scienze Umane, nonché dalla Scuola di Scienze dell'Amministrazione. L'anno seguente, la teledidattica portò il numero di studenti a 60.000, rendendo l'Università del Québec a Montréal il più grande ateneo di lingua francese esistente al mondo. Il 13 gennaio 2012 il progetto TÉLUQ divenne indipendente dall'Università del Québec a Montréal, pur continuando a collaborare strettamente con essa nell'ambito di un sistema di formazione e di servizi integrato.
Al 2016, l'UQAM era ancora l'unica università online in lingua francese dell'America settentrionale.